# Александрос Діомідіс
Александрос Діомідіс (грец. Αλέξανδρος Διομήδης; 3 січня 1875 — 11 листопада 1950) — голова Центрального банку Греції, прем'єр-міністр країни після смерті Фемістокліс Сифуліс.

## Життєпис
Народився в Афінах у родині арванітів, вихідців з острова Спеце. Його дід також був прем'єр-міністром Греції. Вивчав право й економіку у Веймарі та Парижі, здобувши докторський ступінь в Берлінському університеті. 1905 став професором Афінського університету.
Також був членом Афінської академії.
1909 року отримав пост префекта (номарха) Аттики та Беотії. 1910 був обраний до лав грецького Парламенту від Ліберальної партії. З 1912 до 1915, а також 1922 року обіймав посаду міністра фінансів.
1923 року очолив Національний банк Греції, а 1928 — Банк Греції.
Після смерті Сифуліса очолив уряд. Терімн його перебування на посаді ознаменувався завершенням Громадянської війни.
За життя написав кілька літературних праць, серед яких двотомний підручник з історії Візантійської імперії.